# Bloqueig de la Viquipèdia a Turquia

Logotip de wikipedia censurat per a trwiki.

El bloqueig de la Viquipèdia a Turquia es refereix a la decisió de les autoritats turques, el 29 d'abril de 2017, de bloquejar des de llavors a tot el país l'accés a les versions de la Viquipèdia en tots els idiomes. Les restriccions formen part de la purga política després de l'intent de cop d'Estat el 2016, un recent referèndum constitucional i una censura parcial contra la Viquipèdia els anys anteriors.
La noticia inicial la va reportar el grup digital independent Turkey Blocks el matí del 29 d'abril de 2017, advertint de la restricció a l'accés a totes les versions de l'enciclopèdia a Turquia. Reuters i la BBC van comunicar que les autoritats turques havien bloquejat l'accés a la Viquipèdia a Turquia al voltant de les 5:00 UTC. L'Autoritat d'Informació i Tecnologies de Comunicació de Turquia no va donar cap raó oficial i es va limitar a informar que «després d'una anàlisi tècnica i la consideració legal basada en la Llei n. 5651 (sobre Internet), es va prendre una mesura administrativa per a aquest lloc web». Mentre que la Veu d'Amèrica va informar que mitjans turcs van assenyalar que el bloqueig era producte de «continguts relacionats amb el terrorisme».
Segons el diari turc Hürriyet, el Govern turc havia sol·licitat a la Viquipèdia la remoció del contingut ofensiu, afegint que el bloqueig podria ser aixecat si la Viquipèdia accedia a les demandes turques. Durant el mateix dia, la «mesura administrativa» va ser reemplaçada per una ordre judicial de la 1a Cort Criminal de Pau d'Ankara, bloquejant l'accés a la Viquipèdia com a «mesura de protecció».
El 26 de desembre de 2019, el Tribunal Constitucional de Turquia va pronunciar-se considerant que el blocatge contravenia els drets humans i demanant que aquest s'aixequés, fet que es va dur a terme el dia 16 de gener de 2020, acabant així amb un bloqueig de 991 dies de durada.